# Damad Hasan Paixà
Damad Hasan Paixà (mort el 1713) fou un gran visir otomà, de malnom Morali (de Morea) i Enishte (cunyat del sultà).
Va ocupar alguns càrrecs (čokadar, silahdar) i el novembre de 1687 fou nomenat governador d'Egipte amb rang de visir fins al 1689/1690 en què va esdevenir mutasarrif de Brusa i Izmid. El 1690/1691 es va casar amb Khadidja Sultan, filla de Mehmet IV. Fou després boghaz muhafizi fins que el 1693 fou nomenat governador de l'illa de Sakiz (Quios) en plena guerra contra la Santa Lliga (Sacre Imperi, venècia i Polònia) que va durar del 1684 al 1699; va fer front a un atac naval del venecià Antonio Zeneto a Quios el 1694, i donada la superioritat dels atacants (un 100 vaixells i més de 8.000 homes) va rendir l'illa; la guarnició i la població musulmana van poder abandonar Quios. Com a càstig per la derrota fou empresonat però alliberat poc després i nomenat governador de Kaffa a Crimea. El 1695 va arribar al rang de segon visir i va ser muhafiz d'Edirne, beglerbeg d'Anadolu i beglerbeg d'Alep, i el 1698 fou nomenat kaimmakan d'Istanbul; després va ocupar altres càrrecs fins que el 17 de novembre de 1703 fou nomenat gran visir. Va ser destituït el 28 de setembre de 1704. Va retornar al govern d'Egipte (1707) i després al d'Anadolu (1712) on governà molt breument i el mateix any fou enviat a governar Rakka a Síria on va morir el maig del 1713.